# Ramon de Montaner i Vila
Ramon de Montaner i Vila   (Canet de Mar, 29 de gener de 1832 - Barcelona, 16 de juny de 1921) fou un empresari i editor català.

## Biografia
Les seves primeres passes professionals varen ser a la casa editorial La Maravilla. Uns anys més tard va ser un dels fundadors de l'editorial Montaner i Simon, juntament amb Francesc Simon i Font, empresa que esdevindria «l'editorial més important de tot l'estat espanyol» a començaments del segle xx. L'editorial, que va publicar el seu primer títol el 1868, fou responsable del Diccionario Enciclopédico Hispano-Americano de Literatura, Ciencias y Artes.
Juntament amb Francesc Simon i Font i el tonenc Josep Roqueta i Bres també va ser propietari del balneari Roqueta, a la localitat de Tona (Osona). La deu de Roqueta fou declarada d'utilitat pública el 1895. L'edifici principal era modernista i de gran bellesa, i fou bastit, segons sembla, pel seu nebot, l'arquitecte Lluís Domènech i Montaner, igual com altres construccions del balneari, aixecades entre el 1885 i el 1890. Tot i que el balneari va resistir fins al 1966 (amb la crisi dels balnearis dels anys seixanta), l'estructura de l'edifici, el pou, la cúpula i la solemne escala de marbre que duia a la deu foren aterrats el 1974.
En els darrers anys del segle xix, Domènech i Montaner també va reconstruir i redecorar per a ell, al gust neomedieval i modernista, l'antiga casa fortificada de Canet de Mar propietat de la família i que havia heretat, que ell va rebatejar amb el nom de castell de Santa Florentina en honor de la seva esposa, Florentina Malató i Surinyach.
Ramon de Montaner era d'ideologia catalanista, que amb el pas del temps faria un tomb cap al monarquisme autonomista. L'any 1909 l'empresari va rebre el rei Alfons XIII al seu castell i aquest li va atorgar el títol de comte de la Vall de Canet. En l'àmbit personal era un arqueòleg amateur i tenia una col·lecció d'antiguitats a casa seva.